# Gorjani (Osijek-Baranja)
Pour les articles homonymes, voir Gorjani.
Gorjani est un village et une municipalité située dans le comitat d'Osijek-Baranja, en Croatie. Au recensement de 2001, la municipalité comptait 1 832 habitants, dont 96,12 % de Croates et le village seul comptait 1 168 habitants.

## Localités
La municipalité de Gorjani compte 2 localités : Gorjani et Tomašanci.